# Diagonal Norte
Diagonal Norte – stacja metra w Buenos Aires, na linii C. Znajduje się pomiędzy stacjami Lavalle, a Avenida de Mayo. Stacja została otwarta 9 listopada 1934.